# Гейе, Ян Питер
Ян Питер Гейе (нидерл. Jan Pieter Heije; 1 марта 1809, Амстердам — 24 февраля 1876, там же) — нидерландский поэт и деятель культуры.

## Биография
Получил медицинское образование и с 1832 года практиковал в Амстердаме как врач. Одновременно занимался разнообразной деятельностью по поддержке искусства и культуры. С 1842 года член правления Общества содействия музыкальному искусству (нидерл. Maatschappij tot Bevordering der Toonkunst), был инициатором серии публикаций старинной голландской хоровой музыки (лат. Collectio operum musicorum Batavorum saeculorum; 1844—1859). В 1868 году учредил Общество нидерландской музыкальной истории (нидерл. Vereniging voor Nederlandsche Muziekgeschiedenis).
Как поэт Гейе преимущественно известен текстами песен для детей. Он написал их около 150, в сотрудничестве с ведущими композиторами страны — в частности, с Йоханнесом Верхулстом, Франсом Куненом, Й. Й. Виоттой, Рихардом Холом. Среди других сочинений Гейе — многочисленные тексты хоралов.